# Casa-Museu José Pedro
A Casa-Museu José Pedro é uma casa-museu situada em Sacavém, no município de Loures, em Portugal. Encontra-se instalada na casa de residência do ceramista e escultor José da Silva Pedro, falecido em 1981, antigo trabalhador com a função de modelador da Fábrica de Loiça de Sacavém, para onde entrou em 1934, preservando o seu museu particular de arte e floricultura. Tem um espaço de exposição, enquadrado por um jardim onde a sua arte escultórica se expõe num ambiente de fantasia e descoberta contínua.
A Casa Museu José Pedro integra a rede de museus de Loures que, do ponto de vista da orgânica municipal, está inserida na Divisão de Património Cultural e Bibliotecas.
A rede é dirigida pela Unidade de Património e Museologia.

## História

### José Pedro

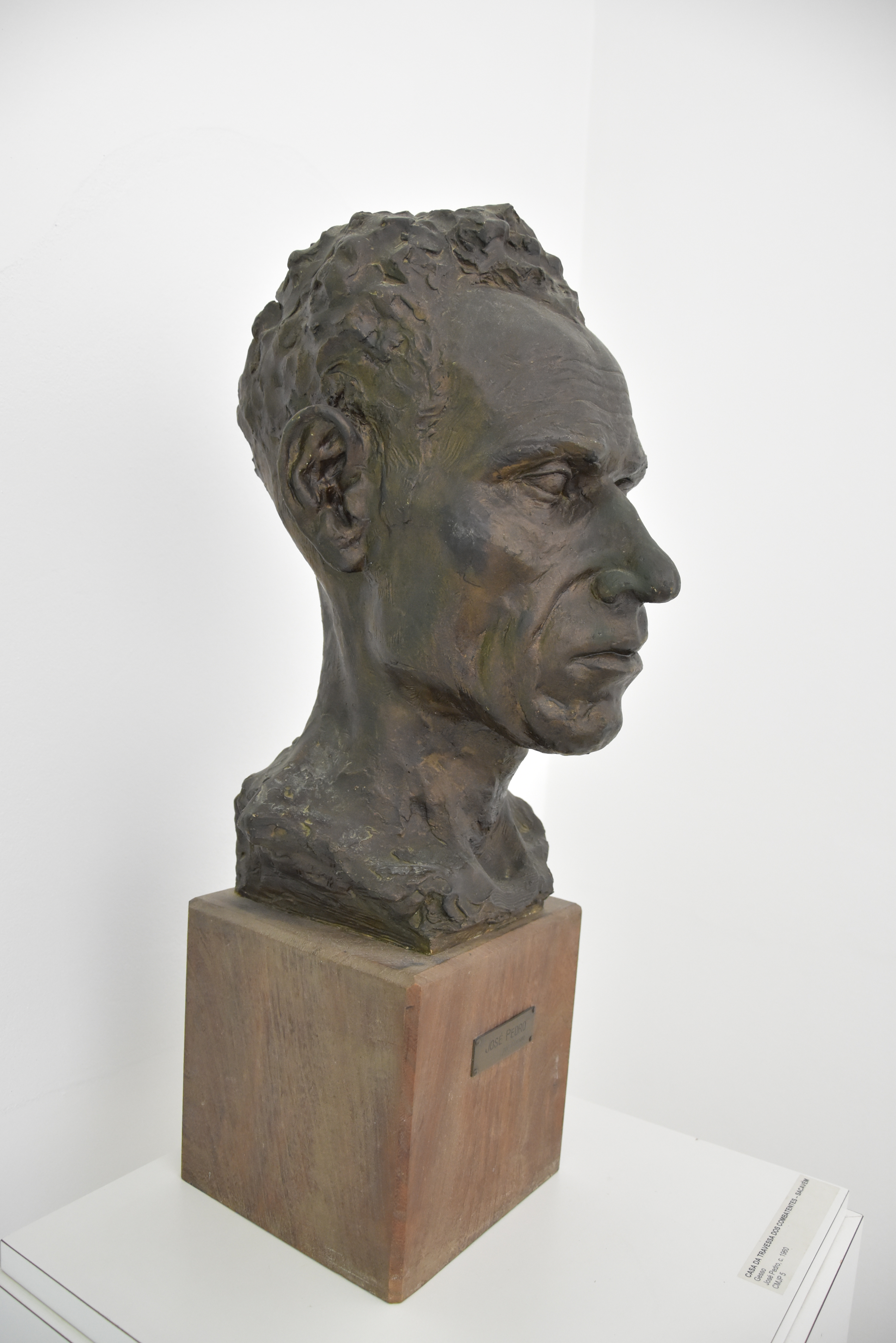
Busto em gesso de José Pedro

José da Silva Pedro nasceu a 7 de fevereiro de 1907, no lugar de Á-dos-Pretos, freguesia de Maceira, concelho de Leiria, filho de Manuel da Silva Pedro Júnior, carpinteiro, e de Maria Luísa. Com apenas sete anos construiu na sua terra uma pequena réplica da igreja de Maceira na qual cabiam oito pessoas, uma idade muito precoce para a realização desta construção, mas através da qual já se podia adivinhar o seu futuro profissional. Sem formação académica relevante na área, apenas se sabendo da sua breve passagem por um curso especial de escultura da Escola de Belas Artes de Lisboa. Veio a morrer em 1981 em Sacavém, onde viveu praticamente toda a sua vida.
Obteve um primeiro contato com o mundo laboral, aos 16 anos, na empresa de cimentos de Leiria e, depois do cumprimento do serviço militar no regimento de sapadores dos caminhos de ferro (Campo de Ourique, Lisboa), entrou em 1934 para a Fábrica de Loiça de Sacavém, como primeiro modelador da secção de loiça decorativa chefiada à data pelo escultor Armando Mesquita. 
Em simultâneo com a sua atividade profissional na Fábrica de Loiça de Sacavém desenvolveu, a título particular, uma série de trabalhos artísticos, muitos dos quais podem ser apreciados na sua casa e jardim. Foi nesta casa, construída durante o primeiro semestre de 1960, num terreno que tinha adquirido em 1939, que o próprio artista e proprietário veio a instalar o seu museu particular de arte e floricultura.
As suas criações que resultam em peças modeladas e moldadas evidenciam uma atenção ao pormenor, através de uma imaginação muito vasta e criativa sobre os vários temas que soube abordar e interpretar. 
Todo o seu trabalho, transmite uma profunda ligação à natureza, ao Homem (e à sua condição), à arquitetura, à etnografia e etnologia, à religião, à história nacional e mundial e ao património edificado, que igualmente deu a conhecer pela participação em diversas exposições artísticas.

### Museu
De forma a dar continuidade ao projeto iniciado por José Pedro, o seu museu particular de arte e floricultura é, através dos herdeiros do próprio adquirido pela Câmara Municipal de Loures, no âmbito do programa de requalificação e ordenamento urbano das áreas suburbanas de Lisboa (PROQUAL), destinado a beneficiar a cidade de Sacavém ao nível infraestrutural, tendo as diligências de aquisição, remodelação do imóvel e conversão em museu durado cerca de 5 anos e sido financiadas pela Câmara Municipal de Loures. 
A Casa-Museu é inaugurada a 25 de julho de 2005, tendo-se mantido sempre aberta com exposições patentes ao público. Atualmente, encontra-se na integra a exposição "Cruzeiros e pelourinhos de Portugal. Miniaturas por José da Silva Pedro", que consiste em representar um conjunto de peças modeladas pelo próprio em barro refratário, imitando os materiais originais que á semelhança de outros trabalhos da sua autoria, pode observar-se com a atenção colocada no pormenor e a intenção de uma reprodução o mais fiel possível do original, mesmo que a uma escala reduzida.

## Arquitetura
O edifício que hoje alberga o museu é uma antiga moradia unifamiliar construída durante o primeiro semestre de 1960. Divide-se em dois espaços, casa e jardim, ambos interligados por um percurso museológico e museográfico que enquadra algumas das obras que foi criando ao longo de muitos anos de atividade artística. 
No interior da Casa-Museu encontramos uma primeira sala onde se dá a conhecer, sob a forma de uma cronologia, os principais acontecimentos da sua vida, ilustrados por fotografias de época, instrumentos e materiais de trabalho, esculturas em gesso pintado, e na mesma matéria, duas composições habitacionais, incluindo a maqueta da sua própria moradia, segue-se uma segunda sala onde se expõe a diversidade da sua produção artística, através de peças que modelou e da reprodução de desenhos de estudos preparatórios, e por fim, reserva-se à última sala a realização de exposições monográficas sobre os diversos temas das suas criações.

## Jardim

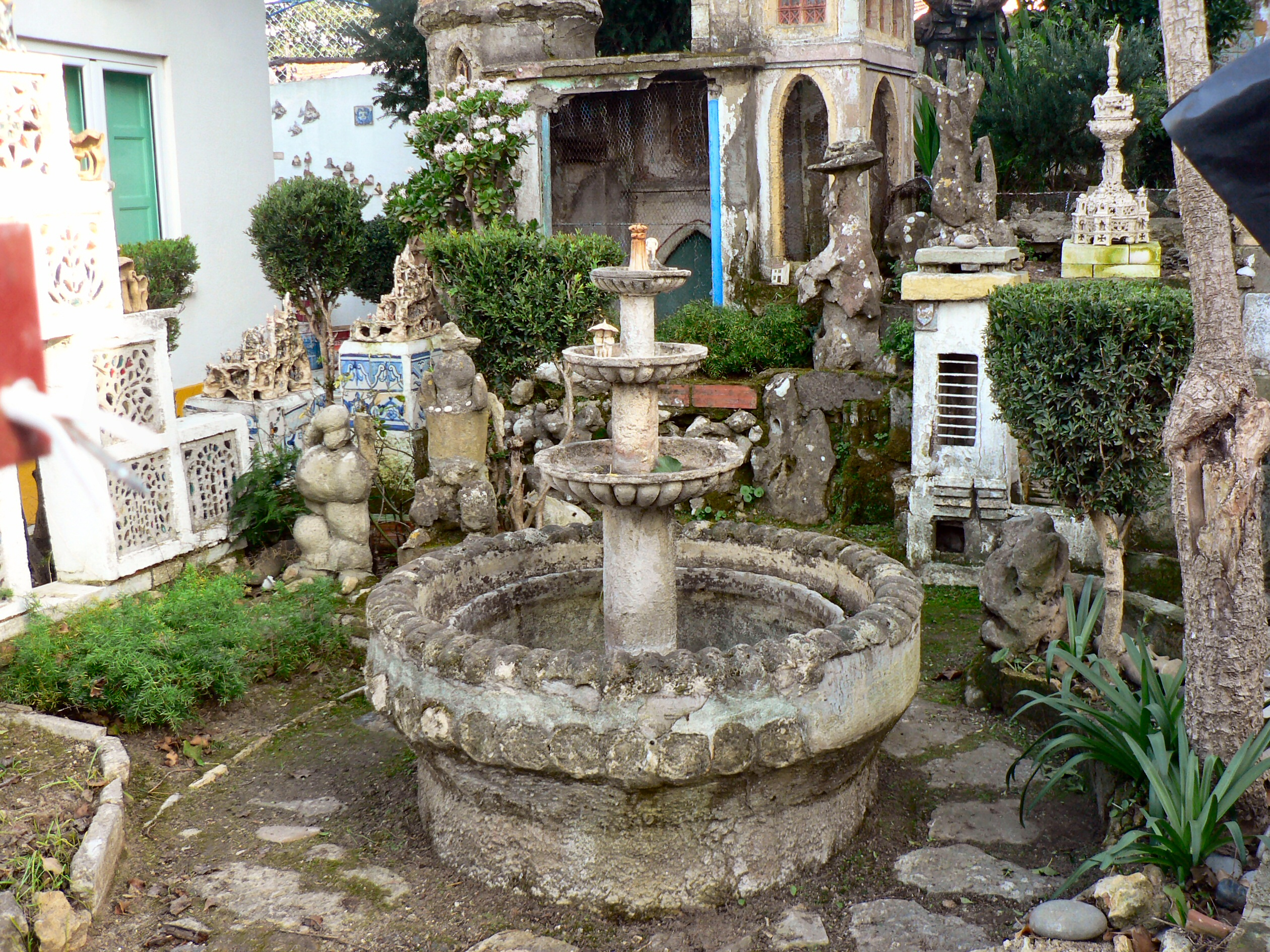
Vista do jardim

A Casa-Museu divide-se em dois espaços, casa e jardim, interligados por um percurso museológico e museográfico que enquadra algumas das obras que foi criando ao longo de muitos anos de atividade artística.
No jardim, pela própria natureza do espaço, podemos observar construções para albergar animais, que vão desde um fontanário revestido com fragmentos de azulejos e mosaicos embrechados, a azulejos soltos, a painéis e outras peças em cerâmica que revestem paredes e outras estruturas. Algumas são da autoria de outros artistas que também passaram pela Fábrica de Loiça de Sacavém, como por exemplo, Jorge Colaço, Armando Mesquita, Clariano Casquinha da Costa, José Ribeiro, Maria de Lourdes Castro e Manuel Vieira Prazeres.
Há em toda a obra uma intenção de harmonia entre o mundo e o espaço dos animais, da flora e o dos homens, que é percetível por exemplo nas estruturas enquadradas e delimitadas por canteiros para plantas.

## Coleções

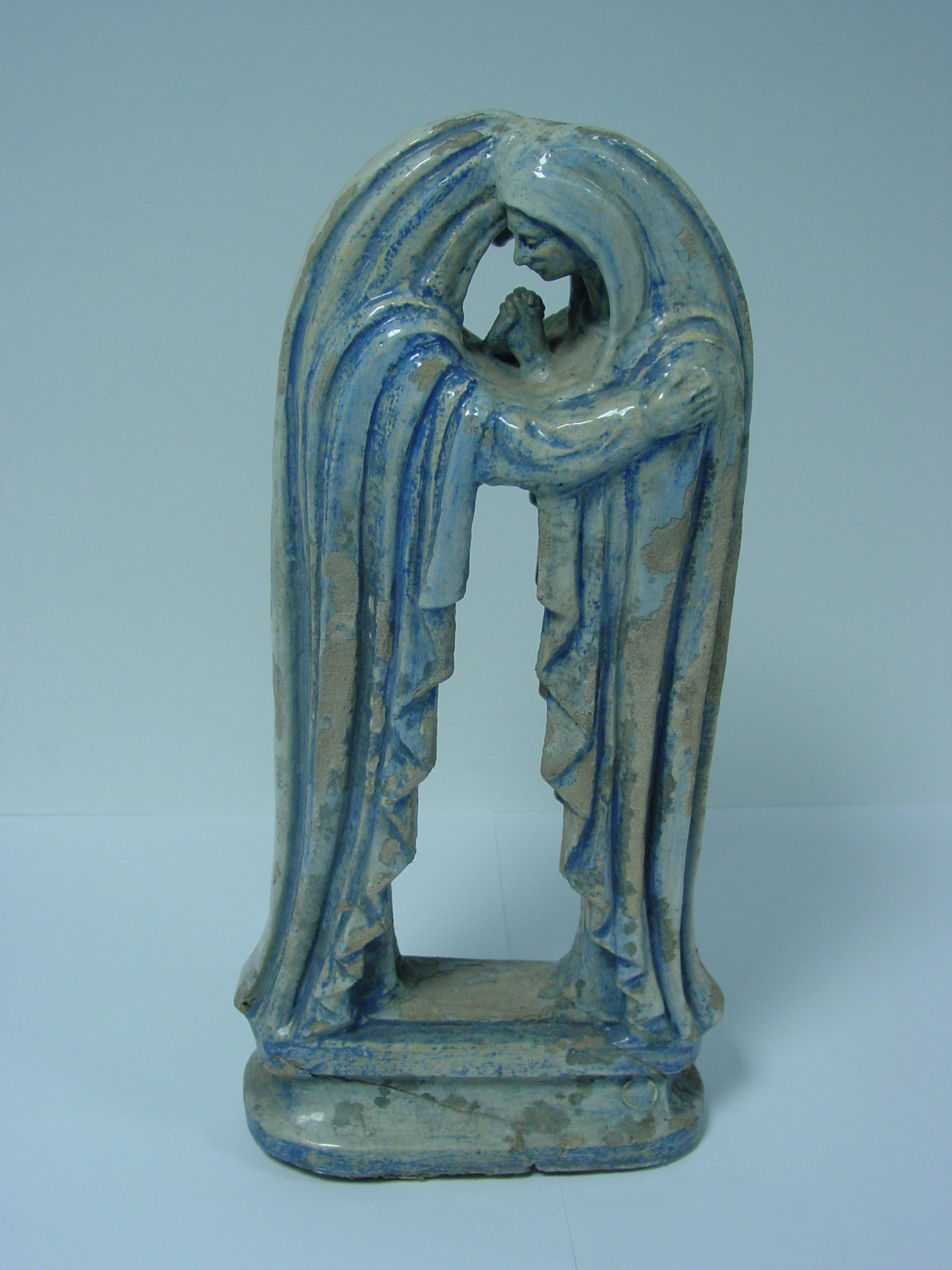
Escultura de vulto representando duas figuras santas

A coleção José Pedro é constituída por diversas tipologias de peças, por sua vez, feitas a partir de vários tipos de pastas cerâmicas, tais como barro, barro refratário, gesso e faiança. Na sua maioria são decoradas com uma policromia de cores aplicadas sobre o gesso ou sobre o vidrado, outras apenas apresentam a cor natural da sua pasta, com ou sem cozedura. 
Identificam-se vários núcleos de peças dentro da sua coleção, agrupados por temas ou representações figurativas e materiais de trabalho, referindo ainda o seu acervo documental, tanto artístico como pessoal, que pode ser consultado no centro de documentação Manuel Joaquim Afonso do Museu de Cerâmica de Sacavém. Neste contexto, os núcleos podem ser sistematizados nas seguintes composições e exemplos de peças sendo instrumentos e materiais de trabalho; moldes de gesso relacionados a figuras humanas, animais, a estruturas e elementos de arquitetura; baixos-relevos em placas de gesso ou barro cozido e vidrado, exibindo paisagens rurais, urbanas, casas, chaminés, figuras humanas e fauna e flora; arquitetura como casas, igrejas, mosteiros, pelourinhos e cruzeiros; religião expondo figuras religiosas ou de santos, figuras de presépio, composições de procissões portuguesas típicas, celebrações religiosas (Páscoa e Natal); estatuária, onde mostra figuras de indivíduos populares e seus familiares, animais e cenas mitológicas; loiças decorativas como pratos para parede, centro de mesa, gomil e lavanda; monumentos nacionais; episódios da história nacional e internacional.
A Coleção estende-se ainda ao espaço do jardim, onde podem ser admiradas estruturas feitas para albergar animais da sua estimação, contendo algumas a estatuária original, um fontanário e, revestindo paredes, vários painéis de azulejos e outras placas também em cerâmica, com variados temas.

## Ligações Externas
- https://www.facebook.com/museusdeloures/
- https://www.instagram.com/museusdeloures
- https://museusegalerias.cm-loures.pt/Museu/Catalogo/
- https://www.cm-loures.pt/media/pdf/PDF20171117110800278.pdf